# Schloss Oßweil

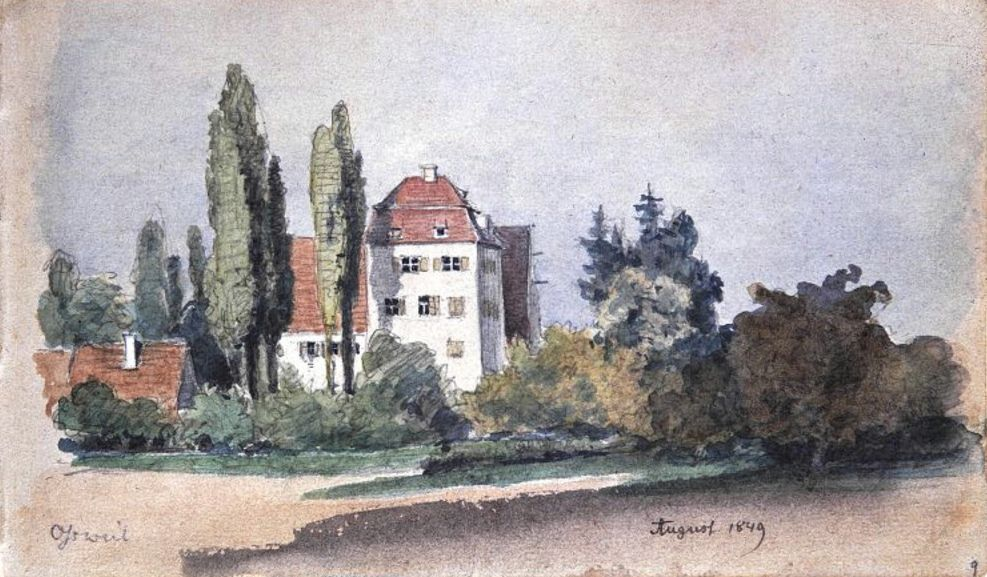
Aquarell von Eduard von Kallee (1849): Schloss Oßweil.

Schloss Oßweil ist ein Schloss und ehemalige Wasserburg im Stadtteil Oßweil, der Kreisstadt Ludwigsburg in Baden-Württemberg. Es besteht aus einem Turm und einem Fachwerkflügel.

## Geschichte

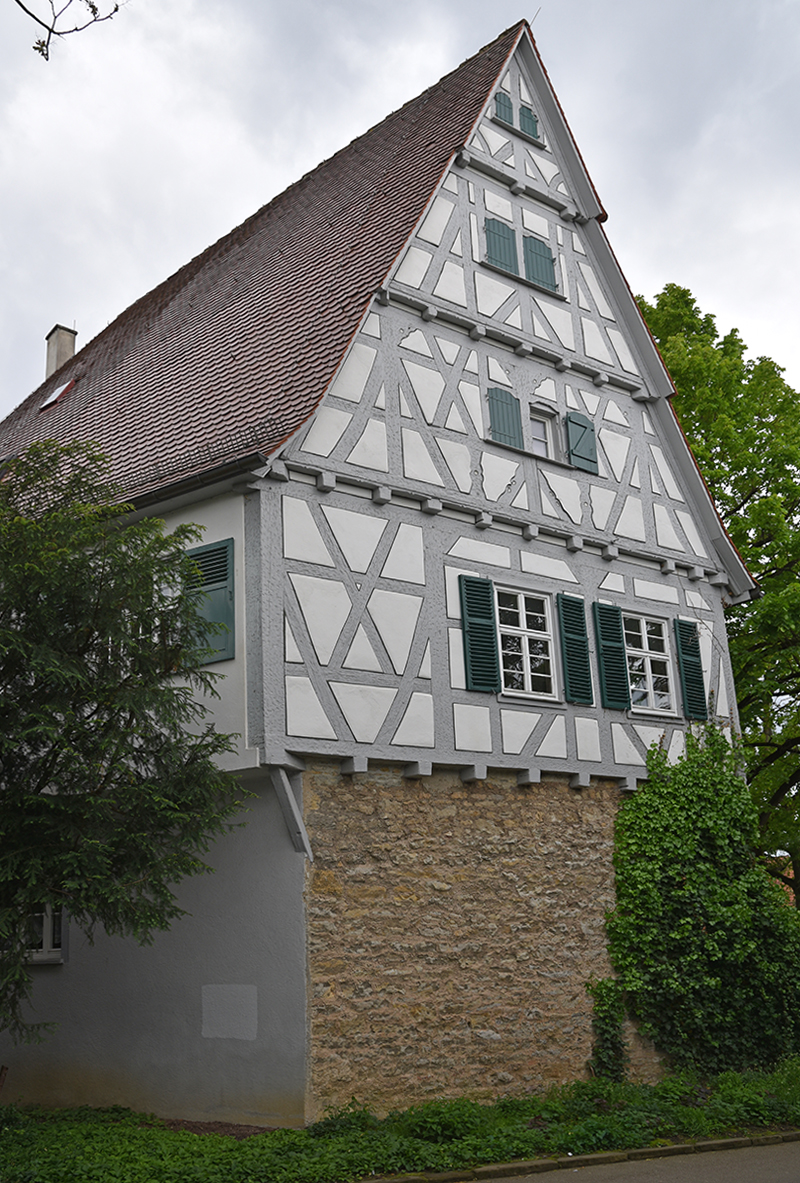
Fachwerkflügel des Schlosses

Das ursprünglich um 1250 errichtete Steinhaus wurde schließlich zu einer Burg mit Wassergraben sowie Zugbrücke ausgebaut. Die zur Burg gehörigen Wirtschaftsgebäude sind nicht erhalten. Bauherren waren der Ortsadel von Oßweil, der das Schloss schließlich den im benachbarten Aldingen begüterten Herren von Kaltental vererbte.
Die Kaltentaler ließen im 15. und 16. Jahrhundert die Burg schrittweise in ein Schloss umbauen. Sie errichteten mehrere Gebäude, darunter den heute noch erhaltenen Fachwerkflügel in den Jahren 1584/85 und fügten im Jahr 1566 dem Turm ein Treppentürmchen an. Im Jahr 1595 erhielt das Schloss das bis heute erhaltene Hoftor. Die Zugbrücke wurde durch eine Steinbrücke ersetzt. Brücke und Wassergraben blieben bis Ende des 19. Jahrhunderts erhalten.
Im Jahr 1621 verkauften die Kaltentaler das Schloss an die Nothaft von Hohenberg (Hochberg).  1646 verkauften die Nothaft an die Familie Bidembach. Von diesen kam das Schloss 1748 an Herzog Carl Eugen, der sich darin ein Rokoko-Liebeszimmer einrichtete. Nach erneut mehreren Besitzerwechseln erwarb die Gemeinde Oßweil 1869 das Schloss und nutzte es bis zur Eingemeindung nach Ludwigsburg im Jahr 1922 als Rathaus.
Anschließend wurde im Schloss eine Schule und später ein Kindergarten eingerichtet, heute befindet sich hier der Evangelische Schlosskindergarten. Auch nutzten verschiedene Vereine Räume im Schloss.